# Негрос (Филипини)
Негрос је острво у Висаји, острвској области у централном делу Филипина. Административно и етно-лингвистички острво је подељено на 2 провинције: Западни Негрос и Источни Негрос.
Шпанци су ово острво назвали по црној пути домородаца које су ту затекли 1565. (етничка група негрито). 
То је четврто острво Филипина по величини. Има површину од 12.706 km² и 2,8 милиона становника. Највећи град на острву је Баколод (Западни Негрос, 499.497 становника 2007). 
Главне привредне гране су узгој шећерне трске, пиринча, кукуруза, кокоса и банана. 